# Tremi

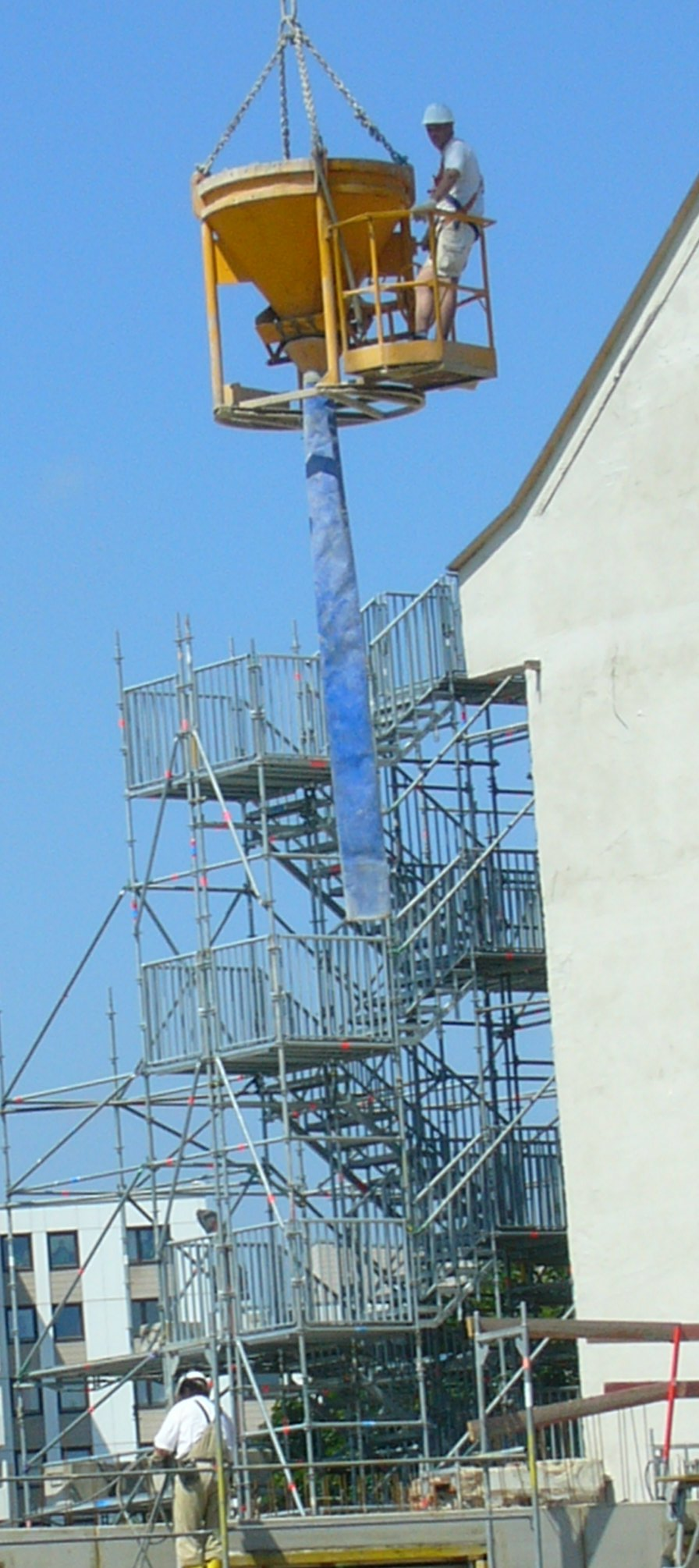
Embudo (cubo) con tremi para canalizar el hormigón.

El tremi o tremie es un elemento empleado en la construcción de obras de ingeniería civil.
Es similar a un embudo, y se emplea para introducir el hormigón en tubos, para realizar el hormigonado de elementos estructurales a los que no se puede acceder con facilidad, como por ejemplo, muros pantalla.
Para ello, se necesita llevar el hormigón por un tubo de goma rígida, que permita que este llegue hasta la zona, y se vierta sin golpear.
El tremi es el «embudo» que permite introducir el hormigón por el tubo de goma con comodidad. Aunque también recibe el nombre de tremi, el método de puesta en obra que emplea dicho embudo.
- Datos: Q831560
- Multimedia: Concrete buckets / Q831560